# Acktjärnen, Medelpad
Acktjärnen är en sjö i Sundsvalls kommun i Medelpad som ingår i Ljungans huvudavrinningsområde.